# 陳敬 (吏部尚書)
陳敬（?—?），字行简，河南人，明朝初期政治人物、明朝吏部尚書。

## 生平
早年擔任河南儒学训导。洪武十六年，因刑部尚书开济舉薦，擔任吏部尚書。洪武十七年，因事連坐罷免。后起用為龍川縣知縣。洪武二十三年，升任吏部侍郎。